# Tatenen
Tatenen is een god uit de Egyptische mythologie. 
Hij had zijn cultus in Memphis en wordt vaak geassocieerd met de ambachtsgod Ptah, waarvan hij mogelijk een verschijning is. Er zijn echter weinig documenten over de kosmogonie van Memphis en daardoor is er weinig geweten van deze god.
Na het voorbereidend werk van de Ogdoade, waarna het Oerei verscheen en openbarstte, kwam de "Grote Snateraar" tot het bestaan, die de eeuwige stilte doorbrak en waardoor de tijd zijn intrede deed. Tatenen had de schepping gecreëerd door het woord dat substantie werd. Dit concept is later in het begin van het Johannesevangelie teruggevonden als de geïncarneerde logos. Zijn naam betekent letterlijk rijzend land. Hij was een chtonische god, maar werd ook gezien als beschermer van Ra tijdens diens reis door de onderwereld.
Vanaf de 18e dynastie werd hij geassimileerd met Ptah.